# Ronald Daus
Ronald Daus (Hanôver, 12 de maio de 1943) é um professor universitário alemão de Estudos Românicos e de Estudos Culturais na Universidade Livre de Berlim que se dedica a investigação multi-disciplinar.
É investigador na área "Neue Romania", secção de Estudos Românicos (línguas românicas) dessa universidade, há mais de quarenta anos, onde se especializou  nos contactos entre culturas europeias e extra-europeias.  Foi professor convidado no Colégio de Mexico (Cidade do México) durante dois anos e, durante um ano, no Instituto de Estudos Asiáticos do Sudeste (Institute of Southeast Asian Studies) de Manila , Universidade de Manila, e ainda na Universidade do Pacífico de Tahiti. Inúmeras viagens de estudo levaram-no a locais da Europa, Rússia, América Latina, América Central, EUA, Canadá, Ásia, África, Austrália e Oceania.
É membro do grupo de pesquisa "Neue Romania", que investiga os produtos resultantes dos contactos das culturas de origem românica que se expandiram além-mar pelo colonialismo, criando, com outros povos, novas variantes linguísticas e culturais. As línguas implicadas nesses contactos pertencem a estas famílias: a Lusofonia, no Brasil e África, a Hispanofonia,  maioritariamente na América Latina e nos EUA, a Francofonia,  em vinte países africanos, Caraíbas, Canadá  e América Latina.
Povos românicos como os portugueses são por isso considerados os inventores do colonialismo. Focando cidades extra-europeias sobretudo no hemisfério sul, introduzindo novos objectos de estudo na ciência tradicional de  Românicas, inovando em etnologia e sociologia nas áreas urbanas de povoamento humano e de arquitectura, Daus é responsável por «novas aproximações que suplantam velhas teorias», contribuindo com isso para um melhor entendimento do mundo  contemporâneo.

## Biografia

### Habilitações
Estudou línguas românicas e filologia do (português, espanhol, francês, italiano) e, como disciplina relacionada, orientalismo (arábico, malaio, tagalo) em Hamburgo, Lisboa, Rio de Janeiro e Kiel. Em 1967 obteve um doutorado com uma tese intitulada O ciclo épico dos cangaceiros na poesia popular do nordeste do Brasil (Der epische Zyklus der Cangaceiros in der Volkspoesie Nordostbrasiliens). Em 1970 redigiu um trabalho sobre Ramón Gómez de la Serna, obtendo o grau de Professor Universitário  na Universidade Livre de Berlim, com a idade de vinte e sete anos. Nela se destacou como conferencista e investigador até à sua reforma, em 2008.

### Pesquisa
A Idade das Descobertas (Era dos Descobrimentos) junto com o colonialismo, junto com escravos capturados na África, com mercadores portugueses ambiciosos, traria consigo para o Brasil versos populares da tradição portuguesa que aí se encarnaram, nos homens e nas memórias.
Homens e memórias percorreriam extensas planícies, até chegarem aos locais mais remotos das terras conquistadas. Bandidos como o Lampião e outros cangaceiros veiculariam essas tradições. Uma tese pioneira de Daus, O ciclo épico dos cangaceiros na poesia popular do nordeste seguiria seus passos e explicaria como e porquê eles se tornariam heróis nacionais, dando origem a uma nova espécie de literatura épica.
O Nordeste brasileiro seria o primeiro lugar onde encontraria testemunhos de irresponsáveis paródias da história humana e uma América Latina revoltada.
Por outro lado, revelava a existência, no lado de lá do mundo, lá longe na Malásia, de comunidades extra-europeias portuguesas, que contribuiriam para o  «desenvolvimento e manutenção de práticas linguísticas peculiares», ao mesmo tempo que também se preocupava com um problema trívio que ousou confrontar: o ódio ao colonialismo.
Na expansão portuguesa, a interação de grupos vivendo em terras do ultramar, gera comunidades “euro-americnas” e ”euroasiáticas”, espalhadas por todo o mundo em pequenas e grandes populações. Grandes cidades extra-europeias abrigam grandes concentrações de migrantes europeus, entre outros. É por isso que merecem atenção especial por quem se ocupa com o papel da influência românica no mundo, sobretudo na medida em que deu origem a típicas "megalópoles", megacidades ou cidades globais refletindo modelos originais, distorcendo-os em versões locais. Por vezes, fora da norma, forçados pelo crescimento das populações ou pela sua promoção, grandes cidades novas tornaram-se cidades globais atípicas : Tijuana, Cancún,  Dubai. Certas antigas cidades globais, orgulhosas da sua influência, citando-se a si próprias, crescem como “relatos mono-maníacos”: Berlim, Paris, Cidade do México, Xangai. Expressão de novos sentidos, a busca do prazer em certas cidades globais exóticas contrasta com a afectada mise-en-scène de outras, simbólicas e mais antigas, e isso é revelador. E além disso, há grandes cidades europeias em risco de  “terceiromunidalização”, cercadas de bairros de lata suburbanos.
Daus concebe entretanto uma trilogia com o título genérico de Novas imagens da cidade – novos sentimentos ("Neue Stadtbilder - Neue Gefühle”). No primeiro volume, a fim de melhor explicar o colonialismo europeu, analisa as origens das mega-metrópoles da América, Ásia, África e Oceânia, cidades construídas pedra sobre pedra, citando como exemplo Luanda, capital de Angola, uma das cidades hoje em dia mais caras do mundo, que se projetará no futuro como síntese histórica. No segundo, procura delinear um novo entendimento das maiores cidades e desenvolve o conceito de "package-city", cidade-embrulho, dando Berlim como um curioso exemplo. No terceiro, segue a progressão intelectual e artística da ideia de mega-metrópolole para oriente, até à euro-Ásia: Berlim, Varsóvia, Minsk, Moscovo, Bisqueque, Almati e Astana, “estações” ou marcos desse avanço. Como exemplos inspiradores de povoamento extremo em grandes cidades do oriente, aponta Viena, Istambul, Teerão, Bombaim, Chengdu, Pequim, Joanesburgo, Cidade do Cabo, Manaus, Caracas.
Daus ocupa-se durante mais de uma década descrevendo e estudando tais fenómenos, desde que reportou a existência de um "euro-fundamento" em grandes cidades extra-europeias (1995). Desvela sinais perigosos de colonialismo extremo na zona do Mar Vermelho no final do século XX e fala de “culturas de praia” opondo-se a "culturas de cidade" em metrópoles mediterrânicas no início do século XXI. Novas construções urbanas, que exprimem novos sentidos, tornam-se expressão de novo caos na primeira década do século.

## Revistas
Publicações em :
- Neue Romania, Universidade Livre de Berlim (1982/2008)
- Kosmopolis – Revista Intercultural de Berlim  (Interkulturelle Zeitschrift aus Berlin),  Babylon Metropolis Studies, Ursula Opitz Verlag, desde 1997

## Artigos relacionados
- Antropologia cultural
- Antropologia visual

- Descobertas
- Império Português
- Império global
- Colonialismo

- Povoamento humano
- Cidades globais
- Megacidades
- Metrópoles
- Favelas
- Bairros de lata

- Global Cities in Informational Societies – Artigo da Universidade de Brasília, UNESCO doc.
- Teorias da Cidade - resenha de Barbara Freitag, UFBA
- Repensar a cidade e seu futuro – estudo de Volker Lühr  (Universidade Livre de Berlim, em Scielo)
- Megapolitisação das cidades latino-americanas na virada do milénio - artigo de Barbara Freitag Universidade de Brasília
- O Mito da megalópole na literatura brasileira – artigo de Barbara Freitag, Revista Tempo Brasileiro, Rio de Janeiro, 132: 143-158, jan.-mar., 1998

- La herencia ibérica en la poesia popular brasileña : la transformacion de las tradicionas populares de Mark Dinneen, Universidade de Southampton